# Famille ben Laden
La famille ben Laden (arabe : آل بن لادن) est une famille d'Arabie saoudite d'origine yéménite proche de la famille royale saoudienne. Son membre le plus célèbre est Oussama ben Laden, cofondateur d'Al-Qaïda.
Richissime, la famille ben Laden possède le Saudi Binladin Group (SBG), une entreprise mondiale du bâtiment et de placements financiers.
Elle est issue de la tribu Kindah, d'ascendance Qahtanite.

## Première génération
- Mohammed ben Awad ben Laden (arabe : محمد بن عوض بن لادن) (né en 1908, mort le 3 septembre 1967). Né au Yémen. Père d'au moins 54 enfants (20 ou 22 épouses selon les auteurs[3]). Oussama ben Laden serait son 11e enfant, qu'il a eu avec Hamida al-Attas ;
- Muhammad al-Attas, oncle d'Oussama ben Laden. Quatre enfants ;
- Abdallah ben Laden, oncle d'Oussama ben Laden. Mort le 21 mars 2001.

## Deuxième génération
- Salem ben Laden (en) (arabe : سالم م. بن لادن) (né en 1946, mort le 29 mai 1988). Demi-frère et cousin d'Oussama ben Laden. Président du SBG à partir de 1967.
- Tarek ben Laden (en) (1947- ). Demi-frère d'Oussama ben Laden. Superviseur général de l'International Islamic Relief Organization.
- Bakr ben Laden (en) (1946- ). Demi-frère d'Oussama ben Laden. Succède à Salem à la tête du SBG.
- Hassan ben Laden. Vice-président de la SBG.
- Yehia ben Laden.
- Mahrous ben Laden. Membre du conseil de la SBG. Impliqué dans la prise de la Grande Mosquée de La Mecque.
- Oussama ben Laden (1957-2011). Dirigeant d'Al-Qaïda.
- Najwa Ghanem (en) (1960- ). Première femme d'Oussama ben Laden (1974).
- (Shaikha) al-Attas (1960- ). Demi-sœur d'Oussama ben Laden, fille de Muhammad al-Attas et Alia Ghanem. Mariée à Mohamed Jamal Khalifah, responsable pour les Philippines de l'International Islamic Relief Organization.
- Leila Ghanem. Sœur de Najwa Ghanem.
- Yeslam ben Laden (en) (arabe : يسلم بن محمد بن عوض بن لادن). Demi-frère de Oussama ben Laden, est un homme d'affaires multimillionnaire domicilié à Genève, né le 10 octobre 1950 à La Mecque (Arabie saoudite), fils de Mohammed ben Laden et de Haguigui Rabab. En 2002, il attaque pour diffamation auprès du Tribunal fédéral les journalistes Agathe Duparc et Roland Rossier. Le tribunal refuse le pourvoi et blanchit les deux journalistes[4]. En mars 2008, après un début dans la maroquinerie et les parfums, il lance à Genève une montre « Aviator », griffée par sa marque « Yeslam ».
- Shafiq ben Laden (en) (arabe : شفيق بن لادن). Demi-frère d'Oussama ben Laden, homme d'affaires, il était l'invité d'honneur à la conférence du groupe Carlyle qui s'est tenue à l'hôtel Ritz-Carlton de Washington le 11 septembre 2001. Il faisait partie des 13 membres de la famille ben Laden qui ont quitté les États-Unis à bord d'un Boeing 727 immatriculé aux États-Unis N521DB le 19 septembre 2001[5].

## Troisième génération
- Abdullah ben Laden (1976- ). Fils d'Oussama ben Laden et de Najwa Ghanem[6].
- Saad ben Laden (1979-2009). 3e fils d'Oussama ben Laden et de Najwa Ghanem (en). Aurait quitté l'Iran pour les régions tribales du Pakistan afin de rejoindre son père et aurait été tué lors d'une attaque de drone durant l'été 2009[7].

- Omar ben Laden (1980- ). Fils d'Oussama ben Laden et de Najwa Ghanem. Ayant fui l'idéologie familiale avec sa mère en Syrie, puis au Royaume Uni, il réside, avec sa femme, en Normandie où il effectue des activités de peintre[8]
- Mohammad bin Osama ben Laden (1983- ). Fils d'Oussama ben Laden et de Najwa Ghanem. Marié à la fille de Mohammed Atef.
- Hamza bin Laden (1991-2019). Seul enfant né de sa première épouse Oum Hamza, de huit ans son aînée[réf. nécessaire].
- Wafah Dufour (en) (23 mai 1978- ). Fille de Yeslam bin Ladin.
- Abdul Aziz ben Laden. Il gère les intérêts égyptiens de la SBG.
- Khaled ben Laden. Fils d'Oussama ben Laden, tué avec son père à Abbottabad, au Pakistan, le 1er mai 2011[9].

## Arbre généalogique
Mohammed bin Awad bin Laden (1908-1967) eut comme fils :
1. Salem ben Laden (1946-1988) épouse Caroline Carey
2. Ali ben Laden
3. Thabet ben Laden (?-2009)
4. Mahrous ben Laden
5. Hassan ben Laden
6. Omar ben Laden
7. Bakr ben Laden
8. Khalid ben Laden
9. Yeslam ben Laden (1950- ) épouse Carmen ben Laden (1954- )[10]
  1. Wafah Dufour (1978- )
  2. Najia Dufour (1979- )
  3. Noor Dufour (1987- )
10. Ghalib ben Laden
11. Yahya ben Laden
12. Abdul Aziz ben Laden
13. Issa ben Laden
14. Tarek ben Laden
15. Ahmed ben Laden
16. Ibrahim ben Laden
17. Shafiq ben Laden
18. Oussama ben Laden (1957-2011) épouse Najwa Ghanem (1960- )
19. Khalil ben Laden
20. Saleh ben Laden
21. Haider ben Laden
22. Saad ben Laden
23. Abdullah ben Laden
24. Yasser ben Laden
25. Mohammad ben Laden (1967- )

## Épouses et enfants d'Oussama ben Laden
Oussama ben Laden a eu au moins cinq épouses, avec lesquelles il aurait eu vingt-quatre enfants.
1. Najwa Ghanem (« Oum Abdullah », née vers 1959 ; mariée en 1974 ; a quitté Oussama pour vivre en Syrie avec ses filles et Abdul Rahman en 2000[11]. Vivrait dans un pays du Golfe.)
  1. Abdullah ben Laden (né en 1976)
  2. Abdul Rahman ben Laden (né en 1978) : handicapé mental, vit avec sa mère.
  3. Saad ben Laden (né en 1979-tué en 2009 ?) : resté en Afghanistan avec son père. Supposé tué dans une frappe aérienne dans les zones tribales du Pakistan en 2009[12]
  4. Omar ben Laden (né en 1981) : a pris ses distances avec son père vers 2000-2001. A épousé Zaina Alsabah-ben laden en 2006.
  5. Osman ben Laden (né en 1983) : vivrait dans le même pays que sa mère. Marié avec des enfants.
  6. Mohammed ben Osama ben Laden (né en 1985) : marié à une fille de Mohammed Atef en 2000 ou 2001[13]. Vit dans la même ville que sa mère.
  7. Fatima ben Laden (née en 1987) : mariée à douze ans à un membre d'al-Qaïda. Vit en Iran.
  8. Iman bent Osama ben Laden (née en 1990) : étudiante non-mariée. À quitté l'Iran en 2010, a rejoint sa mère.
  9. Laden « Bakr » ben Laden (né en 1993) : abandonné en Afghanistan à 8 ans, a rejoint sa mère plusieurs années après.
  10. Rukhaiya ben Laden (né en 1997) : a toujours vécu avec sa mère. Ne se souvient guère de son père.
  11. Nour ben Laden (né en 2000) : née en Syrie, vit avec sa mère. N'a pas de souvenirs de son père.
2. Khadijah Sharif (« Oum Ali », mariée en 1983, divorcée en 1995. Vivrait à la Mecque.)
  1. Ali ben Laden (né en 1984) : emprisonné en Arabie saoudite pour possession d'armes.
  2. Amer ben Laden (né en 1990) : n'a pas vu son père depuis le divorce de ses parents.
  3. Aisha ben Laden (née en 1992) : n'a pas vu son père depuis le divorce de ses parents.
3. Khairiah Sabar (« Oum Hamza », mariée en 1985)
  1. Hamza ben Laden (né à Djeddah, 9 mai 1989 - réputé mort en 2019) : décrit comme le fils le plus militant d'Oussama. Il aurait été à Peshawar lorsque son père fut tué[14]. Il aurait épousé Myriam, fille de Abdullah Ahmed Abdullah, numéro 2 d'Al-Qaïda, tous deux abattus le 7 août 2020[15].
4. Siham Sabar (« Oum Khaled », sœur d'un membre d'al-Qaïda, mariée en 1987)
  1. Khadija ben Laden (née en 1988) : mariée à 11 ans à un combattant d'al-Qaïda
  2. Khalid ben Laden (1989–2 mai 2011) : tué lors de l'opération qui a abouti à la mort de son père.
  3. Miriam ben Laden (né en 1990)
  4. Sumaiya ben Laden (né en 1992)
5. épouse inconnue (en 1996, Oussama ben Laden aurait épousée une femme au Soudan, mais le mariage aurait été annulé moins d'un jour plus tard. Aucune autre information.)
6. Amal Ahmed Fateh al-Sadah (amenée du Yémen pour être mariée à Oussama en 2000 ; elle avait alors 15 ou 17 ans selon les sources)
  1. Safiyah ben Laden (née en 2001)[16]
  2. Aasiah ben Laden (née en 2003)
  3. Ibrahim ben Laden (né en 2004)
  4. Zainab ben Laden (née en 2006)
  5. Hussein ben Laden (né en 2008)

Oussama ben Laden vivait au Pakistan avec ses trois dernières épouses, onze enfants (dont un qui fut tué avec son père) et un petit-enfant. Ceux-ci ont été emprisonnés par les autorités pakistanaises, puis expulsés vers l'Arabie saoudite en avril 2012.

## Pour approfondir